# وریف (روستا)
 وریف  به عربی ( الوریف  )، روستایی است در دهستان المُقَبَنَة از توابع استان حضرموت در کشور یمن در شبه جزیره عربستان.

## جمعیت
جمعیت آن ( ۷۰ ) نفر (۵ خانوار) می‌باشد.